# Відро (одиниця об'єму)
Відро́ (казенне відро) — руська дометрична одиниця об'єму рідин, яка дорівнює приблизно 12,299 літра.
1 відро = 1/40 бочки = 1/3 анкерка = 4 чверті = 8 або 10 штофів (кухлів) = 16 винних пляшок = 20 горілчаних пляшок = 100 чарок(соток) = 200 шкаликів.
До середини XVII століття відро = 12 кухлів, у другій половині XVII століття казенне відро = 10 кухлів = 100 чарок; торговельне відро = 8 кухлів.
У XVII—XVIII століттях відро київське містило 8,5 л, московське— 12,5 л рідини, а 40 відер = 1 куфа.
У 1736, за дорученням Комісії про ваги та міри, вченими було встановлено, що у відрі— 136,297 кубічних вершків.
Указом Сенату від 16 вересня 1744 було встановлено, що відро = 13 1/3 пляшки.
У XIX століття відро— основна одиниця рідкої місткості, використовуваної для спирту, лляної олії, олії з конопляного насіння, становило 12,3 л (~ 3,25 американського галона).
Відро було визначено Указом в 1819 як об'єм 30 імперських фунтів перегнаної води (дистильованої води) при найбільшій її щільності при температурі 13 1/3 ° R (Градус Реомюра) або 750,57 куб. дюйма.
Це визначення було повторено в Указі від 11 жовтня 1835 «Про систему Російських мір і вагів». Указом 1835 була легалізована наступна система мір рідин: 1 відро = 2 піввідра = 10 кухлів (штофів) = 20 півкухлів.
З 1899 на основі Положення про міри й ваги система мір об'єму рідин мала такий вигляд: відро = 10 штоф (кухлів) = 16 винних пляшок = 20 пивних пляшок = 100 чарок = 200 шкаликів.
До кінця 19-го століття відро було визначено як об'єм 30 фунтів перегнаної води при 16 2/3°C.
У 1902 значення відра було виражено в метричній мірі: 1 відро = 12,299 л.
У процесі перегонки горілки використовувалась міра під назвою «спуст». Вона дорівнювала приблизно трьом відрам.